# Temnora uluguru
Temnora uluguru là một loài bướm đêm thuộc họ Sphingidae. Loài này có ở Tanzania.
Sải cánh khoảng 47–50 mm. Nó rất giống loài Temnora burdoni, but the antennae are thicker.